# Episodi di Sinbad (prima stagione)
La prima stagione della serie televisiva Sinbad (The Adventures of Sinbad), composta da 22 episodi, è stata trasmessa per la prima volta in Canada, in Syndication, dal 28 settembre 1996. Le fonti sono parzialmente discordi sulle date di prima visione canadese, tanto è vero che secondo IMDb l'ultimo episodio è stato trasmesso in prima visione il 24 maggio 1997, mentre secondo The TVDB è stato trasmesso il 25 maggio 1997.
| nº | Titolo originale             | Titolo italiano                  | Prima TV Canada   | Prima TV Italia |
| -- | ---------------------------- | -------------------------------- | ----------------- | --------------- |
| 1  | Return of Sinbad, part 1 e 2 | Il ritorno di Sinbad 1 e 2 parte | 28 settembre 1996 | 23 marzo 1998   |
| 2  | Return of Sinbad, part 1 e 2 | Il ritorno di Sinbad 1 e 2 parte | 5 ottobre 1996    |                 |
| 3  | The Beast Within             | La bella strega                  | 12 ottobre 1996   |                 |
| 4  | Still Life                   | Cuore di pietra                  | 19 ottobre 1996   |                 |
| 5  | The Ronin                    | Sogni di gloria                  | 26 ottobre 1996   | 27 marzo 1998   |
| 6  | Little Miss Magic            | Un amore di maga                 | 2 novembre 1996   |                 |
| 7  | King Firouz                  | Giochi di guerra                 | 9 novembre 1996   | 28 marzo 1998   |
| 8  | The Ties That Bind           | Vittima sacrificale              | 16 novembre 1996  |                 |
| 9  | Double Trouble               | Doppio incantesimo               | 23 novembre 1996  |                 |
| 10 | Conundrum                    | I quattro elementi               | 30 novembre 1996  |                 |
| 11 | The Prince who wasn't        | Il principe fantasma             | 21 dicembre 1996  |                 |
| 12 | The Village Vanishes         | Il villaggio stregato            | 28 dicembre 1996  |                 |
| 13 | Masked Marauders             | I predoni mascherati             | 1ºfebbraio 1997   |                 |
| 14 | The Ghoul's Tale             | La maledizione di Vatek          | 8 febbraio 1997   | 8 aprile 1998   |
| 15 | The Rescue                   | Il salvataggio                   | 15 febbraio 1997  |                 |
| 16 | The eye of Kratos            | La regina dei pirati             | 22 febbraio 1997  |                 |
| 17 | The Bully                    | Il ciclope                       | 1ºmarzo 1997      |                 |
| 18 | Monument                     | Il paradiso dei mari             | 26 aprile 1997    |                 |
| 19 | Trickster                    | L'imbroglione                    | 3 maggio 1997     |                 |
| 20 | The Siren's Song             | Il canto della sirena            | 10 maggio 1997    | 20 aprile 1998  |
| 21 | The Isle of Bliss            | L'isola di bliss                 | 17 maggio 1997    |                 |
| 22 | The vengeance of Rumina      | La vendetta di Rumina            | 24 maggio 1997    |                 |